# Rompkabinet
Een rompkabinet is in Nederland een overgangskabinet dat overblijft als een politieke partij tijdens een kabinetscrisis uittreedt uit het kabinet. In de Nederlandse praktijk is een rompkabinet meestal een minderheidskabinet.
Uitsluitend de lopende regeringszaken worden door een rompkabinet afgehandeld, verder bereidt men de verkiezingen voor.
Een rompkabinet is niet hetzelfde als een demissionair kabinet waarin het gehele kabinet ontslag heeft genomen. Bij een demissionair kabinet geeft de Tweede Kamer aan welke onderwerpen omstreden of controversieel zijn. Deze kunnen dan niet behandeld worden. Bij een rompkabinet kan dat wel. Een rompkabinet heeft echter geen meerderheidscoalitie in de Tweede Kamer, en is dus voor goedkeuring van het beleid afhankelijk van de instemming van oppositiepartijen. Daardoor zal een rompkabinet ook voorzichtig moeten zijn met controversiële voorstellen.
Voor de vorming van een rompkabinet zal een informateur aangesteld worden en daarna een formateur, net zoals bij een normale kabinetsformatie na verkiezingen.

## Rompkabinetten in Nederland
- Kabinet-Beel II 1958-1959
(na val kabinet-Drees III)
- Kabinet-Zijlstra 1966-1967
(na val kabinet-Cals).
- Kabinet-Biesheuvel II 1972-1973
(DS'70 verliet het kabinet)
- Kabinet-Van Agt III 1982
(PvdA verliet het kabinet)
- Kabinet-Balkenende III 2006
(D66 verliet het kabinet)
- Kabinet-Schoof 2025
(PVV verliet het kabinet)